# 马拉尔第陨石坑

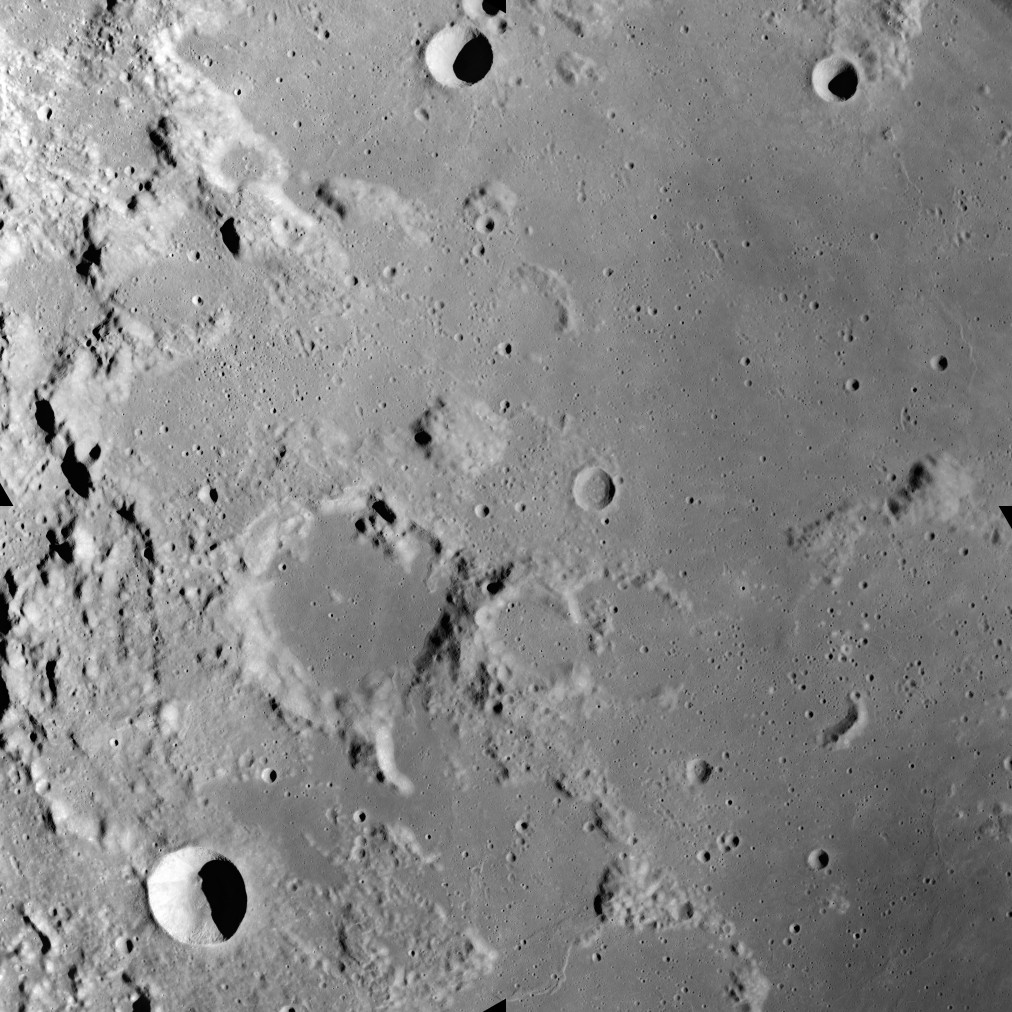
阿波罗17号拍摄的加德纳陨石坑(下左)和马拉尔第陨石坑(中间)，美国宇航局照片。

马拉尔第陨石坑(Maraldi)是月球西北部爱湾西侧一座已磨损、侵蚀的撞击坑。西南偏西毗邻维特鲁威陨石坑，西北坐落着已磨损的利特罗陨石坑，正东北是穹丘般隆起的马拉尔第山。
马拉尔第陨石坑外壁已十分破损，上面遍布深深的刻槽。坑内有一座外形较陨坑边沿更圆的山丘，坑底表面已被玄武质熔岩淹没，留下一个低反照率的平坦表面。中心点西北有一道低矮的山脊，坑底地表上分布有数座微型撞击坑的痕迹。
"马拉尔第"一名取自18世纪意大利天文学家乔瓦尼·多梅尼科·马拉尔迪(Giovanni Domenico Maraldi)和法国天文学家贾科莫·菲利波·马拉尔迪(Giacomo Filippo Maraldi)，1976年被国际天文联合会正式批准采纳。

## 卫星陨石坑
按照惯例，最靠近马拉尔第陨石坑的卫星陨石坑将在月表地图上以字母标注在它的中心点旁边。
| 马拉尔第 | 纬度    | 经度    | 直径    |
| -------- | ------- | ------- | ------- |
| A        | 20.0° N | 36.3° E | 8 公里  |
| D        | 16.7° N | 36.1° E | 67 公里 |
| E        | 17.8° N | 35.8° E | 31 公里 |
| F        | 19.2° N | 35.8° E | 18 公里 |
| N        | 18.4° N | 36.8° E | 5 公里  |
| R        | 20.3° N | 33.2° E | 5 公里  |
| W        | 13.2° N | 36.1° E | 4 公里  |

以下陨石坑已被国际天文联合会更名：
- "马拉尔第 B"  查看琉善陨石坑；
- "马拉尔第 M" 查看泰奥弗拉斯托斯陨石坑。